# 玉川美沙 MUSIC SELECTION
『玉川美沙 MUSIC SELECTION』（たまがわみさ ミュージックセレクション）は、2018年4月2日から2019年3月25日まで、玉川美沙がパーソナリティを務めていた文化放送の夜の音楽番組。

## 概要
玉川美沙が毎週、様々な角度から特定のテーマを設定し、テーマにこだわった楽曲を玉川自身がセレクトして届けていた音楽番組。この番組では玉川自身が選曲し、その曲の「想い」や「背景」を紹介していた。また、作曲家の宮川彬良が月一で出演し、「音楽」の楽しさや奥深さ、また時にはミステリアスさを、実演を交えて検証する番組でもあった。
2019年3月11日の番組内にて同月をもって番組終了を報告。3月25日に最終回となる。

## 出演者
- 玉川美沙
- 宮川彬良

## 放送時間
- 毎週月曜日 20:00 - 20:30

## 番組内で流した曲目
第1回 (2018/4/2) テーマ 1984年
- 東京VICTORY / サザンオールスターズ
- ア・ブラ・カダ・ブラ / 米米CLUB
- 愛・おぼえていますか / 飯島真理

第2回 (2018/4/9) テーマ 4月
- Pieces of April / THREE DOG NIGHT
- Prism / androp
- 春の夢 / 斉藤和義

第3回 (2018/4/16) テーマ 月曜日
- Perfect Night / I Don't Like Mondays.
- 月曜日の雨 / SMILE
- Blue Monday / New Order

第4回 (2018/4/23) テーマ 手紙
- 出さない手紙 / 松任谷由実
- In Your Letter / REO Speedwagon
- 便箋歌 / クラムボン

第5回 (2018/4/30) 宮川彬良 登場回『あきらくんとたまちゃん』
- クインテット テーマ 夏 / アキラ・スコア・シャープ・アリア・フラット
- 2017年紅白歌合戦グランドオープニング / 宮川彬良

第6回 (2018/5/7) テーマ 風
- 多分、風。 / サカナクション
- You're Only Human (Second Wind) / Billy Joel
- 春の風 / 熊木杏里

第7回 (2018/5/14) テーマ bird
- Rockin' Robin / Michael Jackson
- カナリヤ / THE YELLOW MONKEY
- LIFE / MONDO GROSSO feat.bird

第8回 (2018/5/21) テーマ 休憩
- Sometimes / Chris Rea
- 上を向いて歩こう / NATHAN AWEAU
- 休みの日/ JUN SKY WALKER(S)

第9回 (2018/5/28) 宮川彬良 登場回『あきらくんとたまちゃん』
- アリエスの星 / 平原綾香
- ニュー・シネマ・パラダイス / 平原まこと・宮川彬良

第10回 (2018/6/4) テーマ ラブソング　2000年～
- やさしさで溢れるように / JUJU
- 等身大のラブソング /  Aqua Timez
- アイ / 秦基博

第11回 (2018/6/11) テーマ 懐かしのラブソング
- 糸 / 中島みゆき
- Every Time I Close My Eyes / Babyface
- 青春の影 / チューリップ

第12回 (2018/6/18) ※番組初ゲスト(安藤裕子)
- こどものはなし / 安藤裕子
- 花柄 / 安藤裕子

第13回 (2018/6/25) 宮川彬良 登場回『あきらくんとたまちゃん』
- Brazil / Francis Sinatra
- Dur dur d'être bébé! / Jordy

第14回 (2018/7/2) テーマ 雨
- RAIN / キリンジ
- RAIN / 大江千里
- RAIN / SEKAI NO OWARI

第15回 (2018/7/9) テーマ 川
- 川 / In The Soup
- Hold Back the River / James Bay
- 釣りに行こう / The Boom ＆ 矢野顕子

第16回 (2018/7/16) テーマ ハワイにいるていで
- Face Up / Ted Lennon
- Lava / Kuana Torres Kahele
- 湘南が遠くなっていく / 七尾旅人

第17回 (2018/7/23) テーマ アツい！！
- 勝利の笑みを 君と / ウカスカジー
- ENDLESS SUMMER NUDE / 真心ブラザーズ
- to U / Bank Band with Salyu

第18回 (2018/7/30) 宮川彬良 登場回『あきらくんとたまちゃん』
- Tennessee Waltz / Elvis Presley
- 若いってすばらしい / 槇みちる

第19回 (2018/8/6) テーマ 犬
- Dog Days / 岡村靖幸
- 予告 / aiko
- I DON'T WANT THIS NIGHT TO END / John O'Banion

第20回 (2018/8/13) テーマ 暑い夏
- If I Only Knew / Tom Jones
- タチムカウ -狂い咲く人間の証明- / 筋肉少女帯
- Sunny Day Sunday / センチメンタル・バス
- ともに / WANIMA

第21回 (2018/8/20) テーマ なんとなく夏終わりかな～
- タオル / クレイジーケンバンド
- No End Summer / 角松敏生
- 硝子色の夏 / Negicco

第22回 (2018/8/27) 宮川彬良 登場回『あきらくんとたまちゃん』
- Pétrouchka - Russian Dance / Stravinsky
- Philharmonia Orchestra / Eliahu Inbal

第23回 (2018/9/3) テーマ 9月
- September / 原田知世
- Come September / Natalie Imbruglia
- セプテンバーさん / RADWIMPS

第24回 (2018/9/10) テーマ そろそろ夏終わらせよう
- 午後のパレード / スガシカオ
- 長く短い祭 / 椎名林檎
- 晩夏 / 荒井由実

第25回 (2018/9/17) テーマ アイドル
- FOREVER〜ギンガムチェックstory〜 / 少女隊 (1984)
- Passion / 早見優 (1985)
- 愛って林檎ですか / 岡本舞子 (1985)
- Maxとき315号 / NGT48 (2016)

第26回 (2018/9/24)  宮川彬良 登場回『あきらくんとたまちゃん』
- Fais Comme L'Oiseau / Michel Fugain & Le Big Bazar
- Chanson De Maxence / Michel Legrand

第27回 (2018/10/1) テーマ 鉄月間 vol.1
- My Favorite Things / 赤坂達三（JR東海 「そうだ京都、行こう」CMソング）
- ホームにて / 中島みゆき
- 銀河鉄道 / BUMP OF CHICKEN

第28回 (2018/10/8) テーマ 鉄月間 vol.2
- 時の列車 / 熊木杏里
- ちょっとだけストレンジャー / 加山雄三
- ロマンスをもう一度 / 葛谷葉子

第29回 (2018/10/15) テーマ 鉄月間 vol.3 JRのCM曲
- AMBITIOUS JAPAN / TOKIO
- Boom! / マイア・ヒラサワ
- 林檎の花 / 槇原敬之

第30回 (2018/10/22) テーマ 鉄月間 vol.4
- 銀河鉄道999 / ゴダイゴ
- エアトレインNEXTのテーマ ～VVVF発声練習～ / SUPER BELL"Z
- 赤い電車 / くるり
- 三都物語 / 谷村新司

第31回 (2018/10/29) 宮川彬良 登場回『あきらくんとたまちゃん』
- 春ッコわらし / みちのく娘！

第32回 (2018/11/5)  テーマ レコードの話
- 夕陽が泣いている / ザ・スパイダース
- ロケットマン / ザ・コレクターズ
- 鳥の人 / 風の谷のナウシカから
- 52nd Street / Billy Joel

第33回 (2018/11/12)  テーマ 旅
- Moon Child / ICE
- The Lazy Song / Bruno Mars
- 空はまるで / MONKEY MAJIK
- 500マイル / Leyona

第34回 (2018/11/19)  テーマ こころの旅
- A Thousand Miles / Vanessa Carlton
- Bad Day / Daniel Powter
- One / Rip Slyme

第35回 (2018/11/26) 宮川彬良 登場回『あきらくんとたまちゃん』宮川先生が人生初のロング鉄旅を体験！
- 蝦夷へGo / 宮川彬良
- 春ッコわらし / みちのく娘！

第36回 (2018/12/3)  テーマ 宇宙
- Space Oddity / David Bowie
- Every Teardrop Is A Waterfall / Coldplay
- ライカ / HIKARI(石津隆光)
- Spica / BUMP OF CHICKEN

第37回 (2018/12/10) テーマ 月
- 月ひとしずく / 小泉今日子
- 満月 / 松阪晶子
- 黄金の月 / スガシカオ
- Fly Me To The Moon / 宇多田ヒカル

第38回 (2018/12/17) テーマ 太陽
- 月と太陽 / 太陽とシスコムーン
- ありったけの愛 / THEATRE BROOK
- 太陽と埃の中で / CHAGE and ASKA

第39回 (2018/12/24) テーマ この時期にクリスマスソングばっかり流れるアーティストの別の名曲
- SPARKLE / 山下達郎
- One Sweet Day / Mariah Carey
- Freedom / Wham!

第40回 (2018/12/31) 宮川彬良 登場回『あきらくんとたまちゃん』
- たき火 / 童謡
- ライスシャワー？
- きずな / 亀渕友香

第41回 (2019/1/7) テーマ 上げていこう
- Can’t Stop Feeling / Justin Timberlake
- 気分上々↑↑ / mihimaru GT
- Over Drive / JUDY AND MARY
- ultra soul / B'z

第42回 (2019/1/14)  テーマ 1991年にヒットした(リリースされた)曲
- BELIEVE IN LOVE / LINDBERG
- 伝説の少女 / 観月ありさ
- 翼をください / 川村かおり

第43回 (2019/1/21) テーマ パーティーソング
- Have a Good Time！
- It's gonna be Alright！
- You're Wonderful(曲の中ではBeautiful)！
- ポリリズム / Perfume
- カーーニバレ / きいやま商店

第44回 (2019/1/28) 宮川彬良 登場回『あきらくんとたまちゃん』
- Please Please Me / The Beatles
- オブ・ラ・ディ・オブ・ラ・ダ / The Beatles
- マツケン・アスレチカ / 松平健

第45回 (2019/2/4) テーマ 冬
- Trains And Winter Rains / Enya
- 冬の街は / SION
- 冬の時代 / スキップカウズ
- 冬のうた / Kiroro

第46回 (2019/2/11) テーマ 日本のハードロック
- MORE / EARTHSHAKER
- Don't change your mind / 浜田麻里
- CRAZY DOCTOR / LOUDNESS
- Shot in the Dark / BOWWOW

第47回 (2019/2/18) テーマ 奄美大島
- 花 / 中孝介
- いつか風になる日 / 元ちとせ
- 故郷 / カサリンチュ
- 祈り歌 〜トウトガナシ / 城南海

第48回 (2019/2/25) 宮川彬良 登場回『あきらくんとたまちゃん』The Beatles 解剖 前編
- 抱きしめたい / The Beatles

第49回 (2019/3/4)  テーマ 3月4日
- 忘れ草 / 中条きよし
- タイムマシンにおねがい / ROLLY
- 三線の花 / BEGIN

第50回 (2019/3/11)  テーマ 3月11日
- ひかりのまち / 中田裕二
- Pray for Love / ASU(アアス) 【東北地震応援ソング】 Tribute Song for Japan's Earthquake Victims
- 福笑い / 高橋優

第51回 (2019/3/18)  テーマ ありがとう
- ありがとうのうた / V6
- いい予感がするよ / 甲斐名都
- 人生という名の列車 / 馬場俊英

第52回 最終回 (2019/3/25) 宮川彬良 登場回『あきらくんとたまちゃん』The Beatles 解剖 後編
- Can’t buy me love / The Beatles
- I’ve Got A Feeling / The Beatles
- Lucy In The Sky With Diamonds / The Beatles
- We Can Work it Out / The Beatles